# 나카야마 치카츠나
나카야마 치카츠나(일본어: 中山 親綱 なかやま ちかつな[*])는 센고쿠 시대부터 아즈치모모야마 시대에 걸쳐 살은 공경이다. 나카야마가 14대 당주이다.

## 생애
서작 다음날인 에이로쿠 원년 4월 25일 (1558년 5월 13일)에 원복했다. 2년 후인 에이로쿠 3년 (1560년), 종5위상에 오른 뒤부터는 3년마다 승진하고, 덴쇼 4년 (1576년) 참의가 되어, 공경의 일원이 된다. 덴쇼 6년 7월 1일 (1578년 8월 4일), 노우시하지메(直衣始)를 행했다. 덴쇼 8년 (1580년) 11월, 카모 신사 행사를 천황에게 언상하는 카모텐소에 보임되, 덴쇼 15년 (1587년)까지 지냈다. 같은 해부터는 부케텐소의 한 사람으로써 도요토미 히데요시와 조정 사이의 연락책을 맡았다.
게이초 3년 (1598년)에 55세의 나이로 사망했다. 법명은 상조원진월상공(常照院真月想空)이다.

## 계보
- 아버지 : 나카야마 타카치카
- 어머니 : 이츠츠지 모로나카의 딸
- 아내 : 시라카와 마사나리 왕의 딸 (? - 1618년)
  - 장남 : 나카야마 요시치카 (1567년 - 1618년)
  - 차남 : 나카야마레이제이 타메치카 (1575년 - 1610년) - 나카야마레이제이가의 선조
  - 아들 : 켄오(憲応)
  - 딸 : 나카야마 치카코 (1576년 - 1608년) - 고요제이 천황의 텐지
  - 딸 : 이마데가와 스에모치의 아내 (생몰년 미상)
  - 딸

## 이력
- 에이로쿠
  - 원년 4월 24일 (1558년 5월 12일) - 종5위하 시종
  - 3년 1월 15일 (1560년 2월 11일) - 종5위상
  - 3년 1월 22일 (1560년 2월 18일) - 좌근위소장
  - 6년 1월 5일 (1563년 1월 28일) - 정5위하
  - 9년 1월 6일 (1566년 1월 27일) - 종4위하
  - 12년 1월 5일 (1569년 1월 21일) - 종4위상
- 겐키
  - 2년 12월 19일 (1572년 1월 4일) - 정4위하
  - 4년 1월 5일 (1753년 2월 7일) - 좌근위소장으로 전임. 쿠로우도노토
  - 4년 4월 23일 (1573년 5월 24일) - 정4위상
- 덴쇼
  - 4년 1월 11일 (1576년 2월 10일) - 참의, 좌근위중장은 여원(如元)
  - 5년 12월 18일 (1578년 1월 25일) - 종3위
  - 7년 11월 17일 (1579년 12월 5일) - 곤츄나곤
  - 7년 11월 23일 (1579년 12월 11일) - 정3위
  - 10년 12월 15일 (1583년 1월 8일) - 종2위
  - 13년 1월 19일 (1585년 2월 18일) - 곤다이나곤
  - 14년 1월 6일 (1586년 2월 24일) - 정2위